# فونتکوبرتا
فونتکوبرتا (به اسپانیایی: Fontcuberta) یک منطقهٔ مسکونی در اسپانیا است که در پلا دی ایستانی واقع شده‌است. فونتکوبرتا ۱۷٫۳ کیلومتر مربع مساحت دارد.